# Histoire du Gard
 (octobre 2008).
Si vous disposez d'ouvrages ou d'articles de référence ou si vous connaissez des sites web de qualité traitant du thème abordé ici, merci de compléter l'article en donnant les références utiles à sa vérifiabilité et en les liant à la section « Notes et références ».

Carte du département du Gard (1790)

Le département du Gard est un point de rencontre entre la Provence, le Languedoc, les Cévennes et la Camargue, et borde la Méditerranée.
Le 4 mars 1790, le département du Gard est créé en application de la loi du 22 décembre 1789, à partir d'une partie de l'ancienne province de Languedoc.

## XIIIe–Iersiècleav. J.-C.
La première trace historique est celle du peuple celte des Volques qui prirent, en s'établissant dans cette contrée au tour du IIIe siècle av. J.-C., le surnom d'Arécomiques, c'est-à-dire Volques du pays plat, pour se distinguer des Volques Tectosages du côté de Toulouse. La civilisation orientale fut apportée sur ces rivages par les Phéniciens, qui, du XIIIe au XIe siècle av. J.-C., y fondèrent de nombreux comptoirs ; par les Rhodiens, qui, vers -900, fondèrent Rhoda à l'embouchure du Rhône ; enfin, par les Phocéens, fondateurs de Marseille. On se rappelle les expéditions lointaines auxquelles s'associèrent les Arécomiques, sous Segovesos, Bellovesos, Brennos. Entraînés sans doute par les Massaliotes dans le parti de Rome, les Arécomiques s'opposèrent au passage d'Hannibal et tentèrent de l'arrêter sur les bords du Rhône. Il les vainquit à la bataille du Rhône et passa (-218).
L'influence de Massilia décida les Arécomiques à se soumettre volontairement (-121) au proconsul En. Domitius ; en récompense, le Sénat permit à Nemausus (Nîmes) et aux vingt-quatre bourgs placés dans sa dépendance de conserver leurs lois, leur religion et leurs usages. Rome trouva depuis dans les Arécomiques des sujets toujours fidèles et toujours étrangers aux mouvements qui agitèrent la Gaule. Quelques années après, les Cimbres et les Teutons traversèrent tout le pays entre le Rhône, les Cévennes et les Pyrénées, et fondirent sur l'Espagne pour revenir ensuite se faire battre par Marius.
L'attachement que les Arécomiques vouèrent dès lors au vainqueur des barbares du Nord et à son héritier Sertorius leur valut la haine de Sylla et de Pompée, qui donna une partie de leurs terres aux Marseillais. Par la même raison, ils furent favorablement traités par Jules César et par Auguste. Leur pays fut compris dans la Narbonnaise, plus tard, dans la Narbonnaise première, et se couvrit de monuments romains qui font du Gard le département le plus riche en antiquités de cette époque.

## IVe-VIIIesiècle
Les invasions barbares, arrêtées depuis Marius par la puissance romaine, recommencèrent en 407. Crocus, roi des Vandales, dévasta la Narbonnaise et renversa plusieurs monuments romains. Il fut vaincu par le second Marius. Aux Vandales succédèrent les Wisigoths auxquels fut soumis le pays de Nîmes. Clovis le leur enleva un instant. Mais la victoire d'Ibba, général ostrogoth, le leur rendit, et leur domination n'y fut plus troublée que par la révolte du duc Paul sous Wamba (672).
En 720, les Sarrasins, sous l'émir Zama, se répandent jusqu'au Rhône ; ils sont vaincus deux ans après par Eudes d'Aquitaine. Iousouf prend le même chemin en 737 ; Charles Martel le bat à son tour. Pour la troisième fois le pays de Nîmes est envahi par les Sarrasins en 752 ; mais il se révolte, forme une ligue et chasse les étrangers. Le chef qui avait été porté à la tête de cette sorte de république, Ansemond, ne se sentant pas assez de forces pour résister longtemps aux Maures, se mit sous la protection de Pépin le Bref et lui livra Nîmes en 752. Pépin donna le gouvernement de Nîmes et d'Uzès à Radulfe, qui fut le premier comte (753).

## Moyen Âge
Les comtes de Nîmes devinrent héréditaires après Charlemagne, dans ces temps de trouble où les Normands se rendirent si redoutables. Ces pirates débarquèrent en 858 dans la contrée qui nous occupe ; les Hongrois y parurent à leur tour en 924 et y commirent d'affreux ravages. Mais bientôt le Nemosez eut des seigneurs capables de le défendre ; ce fut en 956, lorsque l'héritière Cécile épousa Bernard II, vicomte d'Albi, dont les descendants, devenus maîtres de Béziers et de Carcassonne, furent si puissants et si célèbres sous le nom de Trencavel. La vicomté de Nîmes fut pourtant détachée des domaines des Trencavel, en 1130, pour devenir l'apanage de Bernard, fils cadet de Bernard-Athon IV. Elle fut vendue dans le même siècle (1185) par Bernard-Athon VI à Raymond V, comte de Toulouse, déjà maître de cette partie de la contrée que l'on appelait le comté de Saint-Gilles. Au commencement du siècle suivant, Simon de Montfort se la fit adjuger, et son successeur la remit à saint Louis, qui la réunit enfin à la couronne de France. Depuis ce temps, le Nemosez, directement soumis aux officiers royaux, n'a plus changé de maîtres.
Le fief d'Alais (Alès) appartenait, au Moyen Âge, à la maison de Pelet, descendante des anciens comtes de Melgueil, qui avaient eux-mêmes pour auteurs les premiers vicomtes de Narbonne[réf. nécessaire]. Les Pelet, qui ont toujours réclamé en vain le comté de Melgueil et la vicomté de Narbonne[réf. nécessaire], furent même obligés de se contenter de la moitié d'Alais lorsque Simon de Montfort se fut emparé de l'autre. Ils gardèrent cette moitié, sous le titre de baronnie, jusqu'au milieu du XVIIe siècle. L'autre moitié, devenue partie du domaine de la couronne par la cession d'Amaury de Montfort, fut érigée en comté et passa successivement par mariage ou par vente aux Beaufort, aux Montmorency et aux Conti.
La vicomté d'Uzès, au commencement du XVIe siècle, fut acquise par un mariage au baron de Crussol ; le petit-fils de ce seigneur la fit ériger en duché (1556), puis en pairie, et, au XVIIIe siècle, le duc d'Uzès était déjà le plus ancien pair du royaume, toutes les autres pairies s'étant éteintes auparavant.

## XVIe-XIXesiècle
Au XVIe et au XVIIe siècle, les diocèses de Nîmes, d'Alès et d'Uzès furent agités par les guerres religieuses. Bien que sans cesse persécutés (dès 1660 avec les dragonnades), les Protestants y étaient très nombreux, quand la révocation de l'édit de Nantes (18 octobre 1685) vint les frapper d'une proscription générale. Alors, en effet, on leur envoya des missionnaires et des soldats, qui en convertirent quelques-uns ; mais le plus grand nombre aima mieux s'expatrier ou souffrir pour ses croyances.
Ce n'était que temples renversés, pasteurs mis à mort ou envoyés aux galères, vieillards, femmes, enfants jetés en prison (comme à la Tour de Constance à Aigues-Mortes, où l'une des prisonnières avait gravé sur les murs "résistez !"). Beaucoup se réfugièrent dans les Cévennes au nord du département ; mais, là encore, l'inquisition les poursuivit, et des milliers y périrent sur le bûcher ou sur la roue. Désespérés, quelques montagnards cévenols s'armèrent, les uns de faux, les autres de fourches, d'autres d'épées ou de fusils ; et, des montagnes du Gard, de la Lozère et du Vivarais, la révolte se propagea dans le pays d'Alais. Ainsi commença la guerre des Camisards (1702).
Comme tous les hommes de parti, les Camisards ont été mal jugés : les uns en ont fait des brigands, d'autres des héros, ceux-ci des saints et des prophètes, ceux-là des sacrilèges et des impies. C'étaient de pauvres paysans honnêtes qui, las d'être rançonnés et vexés par les gens de guerre, se battaient simplement pour la défense de leurs biens, de leurs valeurs, de leurs libertés et de leurs vies. Ils en voulaient surtout aux gens d'Église, dont l'intolérance et le fanatisme sollicitaient sans cesse contre eux de nouvelles persécutions. Les catholiques mirent tout à feu et à sang dans ce pays, n'épargnant ni l'âge ni le sexe. On cite des villages où plusieurs femmes enceintes furent égorgées et dont les enfants, arrachés de leur sein, furent portés en procession à la pointe d'un pieu.
On sait que cette guerre d'extermination dura trois ans. Mais la répression dura jusqu'à 1744, voire 1787 (date de l'Edit de Tolérance) et même la Révolution française (1789) avec la déclarations des droits et son article sur la liberté de religion (rédigé par un Gardois protestant). Les Camisards marchaient jour et nuit, et par bandes ; ils appelaient frères leurs chefs. Jean Cavalier, qui commandait les bandes de la plaine ou du pays d'Alais, était un garçon boucher à peine âgé de vingt ans. Ardent et courageux, il passait pour un prophète et avait sur ses compagnons un pouvoir absolu. Il eut à combattre le maréchal de Montrevel, ce qu'il fit avec succès ; mais il se rendit à Villars. On dit que le grand roi s'étant fait présenter, le jeune héros, à la vue de son air chétif et de sa petite taille, il haussa les épaules et lui tourna le dos.
Parallèlement, certains protestants refusèrent les violences commises par les camisards à l'endroit des catholiques. Tout au long du XVIIIe siècle, notamment dans sa seconde partie, des groupes nommés « inspirés » finirent par se rassembler dans le village de Congénies. Proches des théories des quakers dès 1760, ils fondèrent le premier mouvement quaker en Europe continentale en mai 1788 dans cette commune.
Après ces sanglantes guerres, le pays de Nîmes, d'Alais et d'Uzès jouit d'un long repos ; mais la Révolution y vint réveiller les anciennes passions religieuses : l'histoire du département compte à cette époque de tristes pages.
À la Renaissance, et surtout aux XVIIIe siècle et XIXe siècle, le Gard connaît un impressionnant essor. Notamment, de grandes manufactures de tissus se développent notamment en Cévennes — ainsi, et ce n'est pas une légende, les premiers jeans (Levi's) furent réalisés à Nîmes avec une toile résistante, d'abord conçus pour les bergers cévenols et pour les marins Génois, ensuite pour les colons de l'ouest américain, chercheurs d'or et "cow-boys". D'où les termes « Jean (Gênes) Denim (De Nîmes)». Des métiers à tisser cette toile sont visibles au Musée du Vieux-Nîmes. Bientôt la production d'étoffes et du bas de soie s'exporte en Europe et aux Indes espagnoles. Les deux tiers de la population active de Nîmes sont employés dans le textile. La ville et le département s'enrichissent. Le Gard change.
Voilà qu'apparaissent de superbes hôtels particuliers dans les villes et villages, voilà que se dessine un renouveau urbain. À Nîmes, par hasard, au siècle des Lumières, on redécouvre le sanctuaire romain de la Source. On en fait un grand projet d'urbanisme. L'industrie de la soie se reconvertit dans la confection de châles grâce aux premiers métiers Jacquard initiés par Turion, un ouvrier nîmois. Trente années de réussite fulgurante placent le Gard et Nîmes l'industrielle à un rang européen.
De 1791 à 1793, les 8 districts (Alais, Beaucaire, Nîmes, Pont-Saint-Esprit, Saint-Hippolyte, Sommières, Uzès et Le Vigan) du département du Gard fournirent 8 bataillons de volontaires nationaux et 1 compagnie.

## FinXIXesiècle
Mais la concurrence lyonnaise est rude en cette deuxième moitié du XIXe siècle. Très vite, avant de perdre de l'argent, on réinvestit les capitaux du textile dans le vignoble. La culture de la vigne est facilitée par la construction du canal du Midi, le transport du vin et du charbon des Cévennes par celle du chemin de fer, très développé dans le Gard dès la moitié du XIXe siècle (notamment grâce à l'industriel Paulin Talabot et à l'ingénieur Charles Dombre). 
En 1863, la ville gardoise de Pujaut est le premier foyer européen d'infestation du phylloxéra.
Passée la crise du phylloxéra, c'est une nouvelle ère de relative prospérité. Les villes se couvrent d'hôtels particuliers. Enfin, la gare centrale du Gard à Nîmes devient le centre de transit du charbon cévenol vers Beaucaire, le Rhône et Marseille. Mais ce charbon est vite concurrencé par le charbon venu d'Angleterre et la population finit par stagner vers 1900. Ce département a toujours été inspiré par de multiples cultures, ceci étant notamment dû à sa situation géographique exceptionnelle à mi chemin de l'Italie et de l'Espagne : la culture latine, provençale, protestante, cévenole, camarguaise — et en particulier la tauromachie —, languedocienne.

## XXesiècle
Aux élections municipales de 1935, c’est la gauche qui remporte le plus grand nombre de mairies :
- le parti communiste français (PCF) remporte 32 mairies, dont 25 dans le bassin minier, et quatre des 27 communes urbaines dont Alès ;
- la section française de l'Internationale ouvrière (SFIO) en emporte 75, dont 9 des villes. Avec le PCF, les cinq plus grandes villes ;
- les autres partis socialistes, socialistes indépendants et URS, ont 27 communes ;
- le parti radical-socialiste, de centre-gauche, emporte 130 communes ;
- les républicains de gauche obtiennent 8 mairies ;

Au total, les partis de gauche emportent 272 des 353 communes, et toutes les grandes villes
- l’URD, à droite, remporte 31 mairies ;
- les conservateurs en ont 47 ;

Au total, la droite ne dirige que 81 communes, en comptant les démocrates populaires (3), et des villes comme Le Vigan et Uzès.
La signature du pacte germano-soviétique suivie du déclenchement de la Seconde Guerre mondiale ont des répercussions rapides sur la vie des communes communistes. Très vite, des décrets sont pris pour neutraliser les mairies communistes : 26 de leur 32 conseils municipaux, dont 22 dans l’arrondissement d’Alès, sont suspendus par le préfet, plus deux autres en octobre. La loi du 20 janvier 1940 permet la déchéance des conseillers municipaux qui n’auraient pas démissionné avant le 26 octobre précédent. Un total de 501 sont frappés, et les villes d’Alès, Anduze, Le Martinet, la plupart des communes du bassin minier sont dirigées par des délégations spéciales désignées par le préfet. Après l’invasion allemande, le Régime de Vichy continue d’épurer les municipalités sévèrement, quand elles sont jugées trop à gauche : 322 conseils municipaux sur 353 sont épurés en tout ou partie en quelques mois, de la fin 1940 à début 1941.
En 1944, trois maires sont exécutés : celui de Saint-Hippolyte-du-Fort en février 1944, celui de Vauvert en août, et enfin celui d’Alès, après son jugement en novembre.

## Sources
- Victor Adolphe Malte-Brun, Auguste-Henri Dufour, La France illustrée, 1885